# كارل براشير
كارل براشير (بالإنجليزية: Carl Brashear)‏ هو بحار أمريكي، ولد في 19 يناير 1931 في Tonieville, Kentucky ‏ في الولايات المتحدة، وتوفي في 25 يوليو 2006 في Naval Medical Center Portsmouth ‏ في الولايات المتحدة.

## وصلات خارجية
- كارل براشير على موقع إن إن دي بي (الإنجليزية)